# Оксид празеодима(III)
Оксид празеодима(III) — бинарное неорганическое соединение металла празеодима и кислорода с формулой Pr2O3.

## Получение
- Восстановление оксида Pr6O11:

{\displaystyle {\mathsf {Pr_{6}O_{11}+2H_{2}\ {\xrightarrow {500-600^{o}C}}\ 3Pr_{2}O_{3}+2H_{2}O}}}

## Физические свойства
Оксид празеодима(III) образует жёлто-зелёные кристаллы тригональной сингонии, пространственная группа P 3m1, параметры ячейки a = 0,385 нм, c = 0,600 нм, Z = 1.
При повышении температуры переходит в фазу с
кубической сингонией, пространственная группа I a3, параметры ячейки a = 1,1138 нм, Z = 16.

## Химические свойства
- Реагирует с горячей водой:

{\displaystyle {\mathsf {Pr_{2}O_{3}+3H_{2}O\ {\xrightarrow {80^{o}C}}\ 2Pr(OH)_{3}}}}
- Реагирует с кислотами:

{\displaystyle {\mathsf {Pr_{2}O_{3}+6HCl\ {\xrightarrow {}}\ 2PrCl_{3}+3H_{2}O}}}
- Восстанавливается водородом до чёрного монооксида празеодима:

{\displaystyle {\mathsf {Pr_{2}O_{3}+H_{2}\ {\xrightarrow {1400^{o}C,ThO_{2}}}\ 2PrO+H_{2}O}}}
- Реагирует с кислородом под давлением:

{\displaystyle {\mathsf {3Pr_{2}O_{3}+O_{2}\ {\xrightarrow {300^{o}C,p}}\ Pr_{6}O_{11}}}}
- При нагревании реагирует с газообразным сероводородом:

{\displaystyle {\mathsf {Pr_{2}O_{3}+3H_{2}S\ {\xrightarrow {1300-1350^{o}C}}\ Pr_{2}S_{3}+3H_{2}O}}}
- Реагирует с хлоридом аммония:

{\displaystyle {\mathsf {Pr_{2}O_{3}+6NH_{4}Cl\ {\xrightarrow {300^{o}C}}\ 2PrCl_{3}+6NH_{3}\uparrow +3H_{2}O}}}
- Вытесняется из оксида более активными металлами:

{\displaystyle {\mathsf {Pr_{2}O_{3}+3Ca\ {\xrightarrow {1000-1100^{o}C}}\ 2Pr+3CaO}}}

## Применение
- Компонент специальных стёкол.